# 聖奧默 (印第安納州)
聖奧默（英語：Saint Omer）是位於美國印地安納州第開特縣的一個非建制地區。該地的面積和人口皆未知。

## 地理
聖奧默的座標為39°26′28″N 85°35′45″W / 39.44111°N 85.59583°W，而該地的平均海拔高度為271米（即889英尺）。